# ラファ・マリン
ラファ・マリン（Rafa Marín）ことラファエル・マリン・サモラ（Rafael Marín Zamora, 2002年5月19日 - ）は、スペイン・アンダルシア州カルモナ出身のプロサッカー選手。ビジャレアルCF所属。ポジションはディフェンダー（センターバック）。

## 経歴

### クラブ
地元のアマチュアクラブを経て、2014年にセビージャの下部組織に入団し、2年後にはレアル・マドリードへと移った。
2020-21シーズンから所属したレアル・マドリード・カスティージャにおいてはディフェンスの中心選手であり続けたが、トップチームで公式戦に出場するまでには至らなかった。
2023年7月28日、デポルティーボ・アラベスに1シーズンのローン移籍。
2024年7月10日、イタリアのナポリに5年契約で移籍。移籍金は1,200万ユーロと報じられており、レアル・マドリードには買い戻しオプションが付随する。
2025年7月3日、ビジャレアルに1シーズンのローン移籍。契約には買い取りオプションが設定されている。

### 代表
2019年から世代別代表に選出され、UEFA U-17欧州選手権で2試合、FIFA U-17ワールドカップで3試合に出場した。
2025年のUEFA U-21欧州選手権では、グループステージのイタリア戦にキャプテンとしてフル出場した。

## 個人成績

### クラブ
| 国内大会個人成績 | 国内大会個人成績 | 国内大会個人成績 | 国内大会個人成績 | 国内大会個人成績 | 国内大会個人成績 | 国内大会個人成績 | 国内大会個人成績 | 国内大会個人成績 | 国内大会個人成績 | 国内大会個人成績 | 国内大会個人成績 |
| 年度             | クラブ           | 背番号           | リーグ           | リーグ戦         | リーグ戦         | リーグ杯         | リーグ杯         | オープン杯       | オープン杯       | 期間通算         | 期間通算         |
| 年度             | クラブ           | 背番号           | リーグ           | 出場             | 得点             | 出場             | 得点             | 出場             | 得点             | 出場             | 得点             |
| スペイン         | スペイン         | スペイン         | スペイン         | リーグ戦         | リーグ戦         | 国王杯           | 国王杯           | オープン杯       | オープン杯       | 期間通算         | 期間通算         |
| ---------------- | ---------------- | ---------------- | ---------------- | ---------------- | ---------------- | ---------------- | ---------------- | ---------------- | ---------------- | ---------------- | ---------------- |
| 2023-24          | アラベス         | 16               | ラ・リーガ       | 33               | 0                | 2                | 0                | -                | -                | 35               | 0                |
| イタリア         | イタリア         | イタリア         | イタリア         | リーグ戦         | リーグ戦         | イタリア杯       | イタリア杯       | オープン杯       | オープン杯       | 期間通算         | 期間通算         |
| 2024-25          | ナポリ           | 16               | セリエA          | 4                | 0                | 2                | 0                | -                | -                | 6                | 0                |
| スペイン         | スペイン         | スペイン         | スペイン         | リーグ戦         | リーグ戦         | 国王杯           | 国王杯           | オープン杯       | オープン杯       | 期間通算         | 期間通算         |
| 2025-26          | ビジャレアル     |                  | ラ・リーガ       |                  |                  |                  |                  | -                | -                |                  |                  |
| 通算             | スペイン         | スペイン         | ラ・リーガ       | 33               | 0                | 2                | 0                | -                | -                | 35               | 0                |
| 通算             | イタリア         | イタリア         | セリエA          | 4                | 0                | 2                | 0                | -                | -                | 6                | 0                |
| 総通算           | 総通算           | 総通算           | 総通算           | 37               | 0                | 4                | 0                | 0                | 0                | 41               | 0                |